# William Bloet
Sir William Bloet († zwischen 1287 und 1300) war ein englischer Adliger.

## Leben
William Bloet entstammte der Familie Bloet, einer Familie des niederen Adels mit Besitzungen in Südwestengland und den Welsh Marches. Er war der älteste Sohn von Ralph IV Bloet. Bei dessen Tod Ende 1241 oder Anfang 1242 war er noch minderjährig. Die Verwaltung seines Erbes übernahm sein Lehnsherr Walter Marshal, 5. Earl of Pembroke, der jedoch seine Vormundschaft und das Recht, ihn zu verheiraten, an Simon de Montfort, 6. Earl of Leicester verkaufte. Trotz dieser Verbindung mit Montfort gehörte Bloet offenbar nicht zu dessen Unterstützern, als Montfort während des Zweiten Kriegs der Barone zum Führer einer Adelsopposition gegen König Heinrich III. wurde. Bloets jüngerer Bruder Ralph Bloet dagegen kämpfte dagegen an der Seite von Montfort 1265 in der Schlacht von Evesham, in der er wie Montfort fiel. William Bloet wurde 1251 volljährig und übernahm den Großteil des Erbes seines Vaters mit Ländereien in Striguil in Südostwales und weiteren Gütern in Südwestengland. Während seine Vorfahren im 12. Jahrhundert hauptsächlich auf den Besitzungen in Wales gelebt hatten, lebte Bloet hauptsächlich auf seinem Gut Silchester in Hampshire.  Noch 1256 versuchte er seinen Ritterschlag hinauszuzögern, doch vor 1264 wurde er zum Ritter geschlagen. 1268 wurde er lebenslang vom Dienst als Richter befreit. Dagegen übernahm er zahlreiche andere öffentliche Ämter, unter anderem untersuchte er auf der Isle of Wight Vorwürfe wegen Amtsmissbrauch gegen den königlichen Beamten Adam of Stratton. 1287 nahm er an einer großen königlichen Ratsversammlung in Gloucester teil. Danach wird er nicht mehr erwähnt. Sein Erbe war 1300 John Bloet, wobei nicht gesichert ist, ob dieser ein Sohn von ihm war.